# Basaluzzo
Basaluzzo – miejscowość i gmina we Włoszech, w regionie Piemont, w prowincji Alessandria.
Według danych na styczeń 2010 gminę zamieszkiwało 2114 osób przy gęstości zaludnienia 138,9 os./1 km².